# Pleustes cataphractus
Pleustes cataphractus är en kräftdjursart som beskrevs av William Stimpson 1853. Pleustes cataphractus ingår i släktet Pleustes och familjen Pleustidae. Inga underarter finns listade i Catalogue of Life.